# Genevreuille
Genevreuille é uma comuna francesa na região administrativa de Borgonha-Franco-Condado, no departamento de Alto Sona. Estende-se por uma área de 6,42 km². Em 2010 a comuna tinha 168 habitantes (densidade: 26,2 hab./km²).